# Авільяна
Авільяна (італ. Avigliana, п'єм. Vian-a) — муніципалітет в Італії, у регіоні П'ємонт,  метрополійне місто Турин.
Авільяна розташована на відстані близько 550 км на північний захід від Рима, 24 км на захід від Турина.
Населення — 12 522 особи (2014).
Щорічний фестиваль відбувається 24 червня. Покровитель — святий Іван Хреститель.

## Демографія
Населення за роками:

Станом на 1 січня 2023 року в муніципалітеті офіційно проживали 674 іноземці з 60 країн, серед них 351 громадянин країн Євросоюзу та 9 громадян України.

## Клімат
| AVIGLIANA       | Місяці | Місяці | Місяці | Місяці | Місяці | Місяці | Місяці | Місяці | Місяці | Місяці | Місяці | Місяці | Пора | Пора | Пора | Пора | Рік  |
| AVIGLIANA       | Січ    | Лют    | Бер    | Кві    | Тра    | Чер    | Лип    | Сер    | Вер    | Жов    | Лис    | Гру    | Зим  | Вес  | Літ  | Осі  | Рік  |
| --------------- | ------ | ------ | ------ | ------ | ------ | ------ | ------ | ------ | ------ | ------ | ------ | ------ | ---- | ---- | ---- | ---- | ---- |
| Темп. сер. (°C) | 1.6    | 3.6    | 8.2    | 11.0   | 16.0   | 19.3   | 22.0   | 21.5   | 16.3   | 11.5   | 5.6    | 1.9    | 2.4  | 11.7 | 20.9 | 11.1 | 11.5 |
| Опади (мм)      | 32     | 72     | 42     | 55     | 144    | 106    | 53     | 83     | 114    | 118    | 72     | 19     | 123  | 241  | 242  | 304  | 910  |

## Сусідні муніципалітети
- Альмезе
- Буттільєра-Альта
- Казелетте
- Джавено
- Реано
- Сант'Амброджо-ді-Торино
- Трана
- Вальджойє
- Віллар-Дора